# Tia Maria
Tia Maria ist ein Likör, der unter anderem Wasser, Zucker, jamaikanischen Rum, Blue-Mountain-Kaffee und Vanille enthält und einen Alkoholgehalt von 20 % vol. aufweist. Er gehört neben Kahlúa zu den in Deutschland bekanntesten Kaffeelikören.
Der Marketing-Legende des Herstellers zufolge soll die Rezeptur von Tia Maria auf ein altes Familienrezept aus Jamaika zurückgehen. Nach der Flucht einer aristokratischen Familie während des Kolonialkrieges im 17. Jahrhundert sei das Likörrezept in die Hände des Kindermädchens der Familie geraten, die es aufbewahrt und ihren Nachfahren vermacht habe. In den 1940er Jahren entdeckte Dr. Kenneth Leigh Evans das Rezept schließlich wieder und begann den Likör kommerziell zu vermarkten.
Die Marke Tia Maria gehört heute zum italienischen Spirituosenkonzern ILLVA Saronno S.p.A., der unter anderem durch den Likör Amaretto Disaronno bekannt wurde.
Tia Maria wird pur auf Eis, mit Milch oder in Verbindung mit Kaffee getrunken sowie als Zutat für Cocktails verwendet. Die bekanntesten Cocktails mit Tia Maria sind der Tia Espresso Martini, Tia Mint Frappé und der Tia Americano.

## Weblink
- Offizielle Website